# بيروساهان ليستريك نيجارا
بي تي بيروساهان ليستريك نيجارا (بيرسيرو) ( تترجم حرفيا. State Electricity Company ، والمختصرة بـ PLN ) هي شركة مملوكة للحكومة الإندونيسية والتي تحتكر توزيع الطاقة الكهربائية في إندونيسيا وتولد غالبية الطاقة الكهربائية في البلاد، وتنتج 176.4 تيراواط ساعة في عام 2015.   وقد تم إدراجه في قوائم فورتشن جلوبال 500 لعامي 2014  و2015.  ولديها ديون كبيرة بسبب عقود الطاقة بالفحم الباهظة الثمن.